# Заслужений артист Азербайджанської РСР
Заслужений артист Азербайджанської РСР (азерб. Azərbaycan SSR əməkdar artisti) — почесне звання, присвоювалося Президією Верховної Ради Азербайджанської РСР і було однією з форм визнання державою і суспільством заслуг громадян. Засновано 28 липня 1928 року. 
Присвоювалося видатним діячам мистецтва, які особливо відзначилися у справі розвитку театру, музики, кіно, цирку, режисерам, композиторам, диригентам, концертмейстерам, художнім керівникам музичних, хорових, танцювальних та інших колективів, іншим творчим працівникам, музикантам-виконавцям за високу майстерність, і сприяння розвитку мистецтва.
Наступним ступенем визнання було присвоєння звання «Народний артист Азербайджанської РСР», потім - «Народний артист СРСР».
Починаючи від 1919 року до указу 1928 року присвоювалося звання «Заслужений артист Республіки». Воно присвоювалося колегіями Наркомпросу республік, наказами наркомів освіти, виконкомами обласних та крайових рад.
Першим нагородженим 1929 року був Піримов Гурбан Бахшалі огли - азербайджанський тарист, музикант.Останнім нагородженим цим почесним званням 1991 року став  Ельхан Агагусейнов - актор театру і кіно.
З розпадом Радянського Союзу в Азербайджані звання «Заслужений артист Азербайджанської РСР» було замінено званням «Заслужений артист Азербайджану», при цьому, зважаючи на заслуги громадян Республіки Азербайджан, нагороджених державними нагородами колишніх СРСР і Азербайджанської РСР, за ними збереглися права та обов'язки, передбачені законодавством колишніх СРСР і Азербайджанської РСР про нагороди.